# Bisdom Jefferson City
Het bisdom Jefferson City (Latijn: Dioecesis Civitatis Jeffersoniensis) is een rooms-katholiek bisdom met als zetel Jefferson City, hoofdstad van de Amerikaanse staat Missouri. Het bisdom is suffragaan aan het aartsbisdom Saint Louis. 

## Geschiedenis
Het bisdom werd opgericht op 2 juli 1956, uit delen van de bisdommen Kansas City en Saint Joseph, en het aartsbisdom Saint Louis.

## Parochies
Het bisdom had in 2021 een oppervlakte van 57.287 km2 en telde 924.636 inwoners waarvan 8,3% rooms-katholiek was.

## Bisschoppen
- Joseph Mary Marling (24 augustus 1956 - 2 juli 1969)
- Michael Francis McAuliffe (2 juli 1969 - 25 juni 1997)
- John Raymond Gaydos (25 juni 1997 - 21 november 2017)
- William Shawn McKnight (21 november 2017 - heden)

## Galerij van afbeeldingen

Wapen van het bisdom
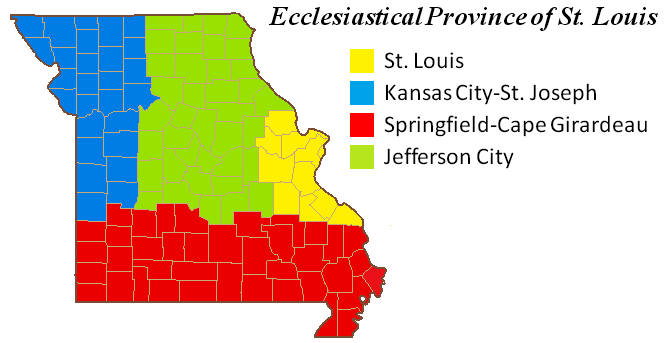
Kerkprovincie met aartsbisdom en suffragane bisdommen
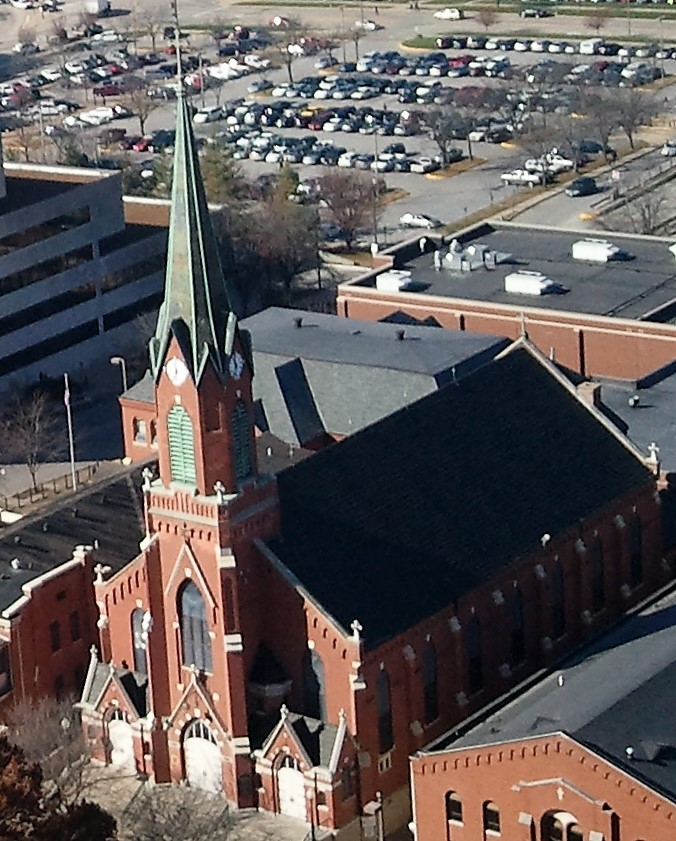
Saint Peter's Church, voormalige kathedraal
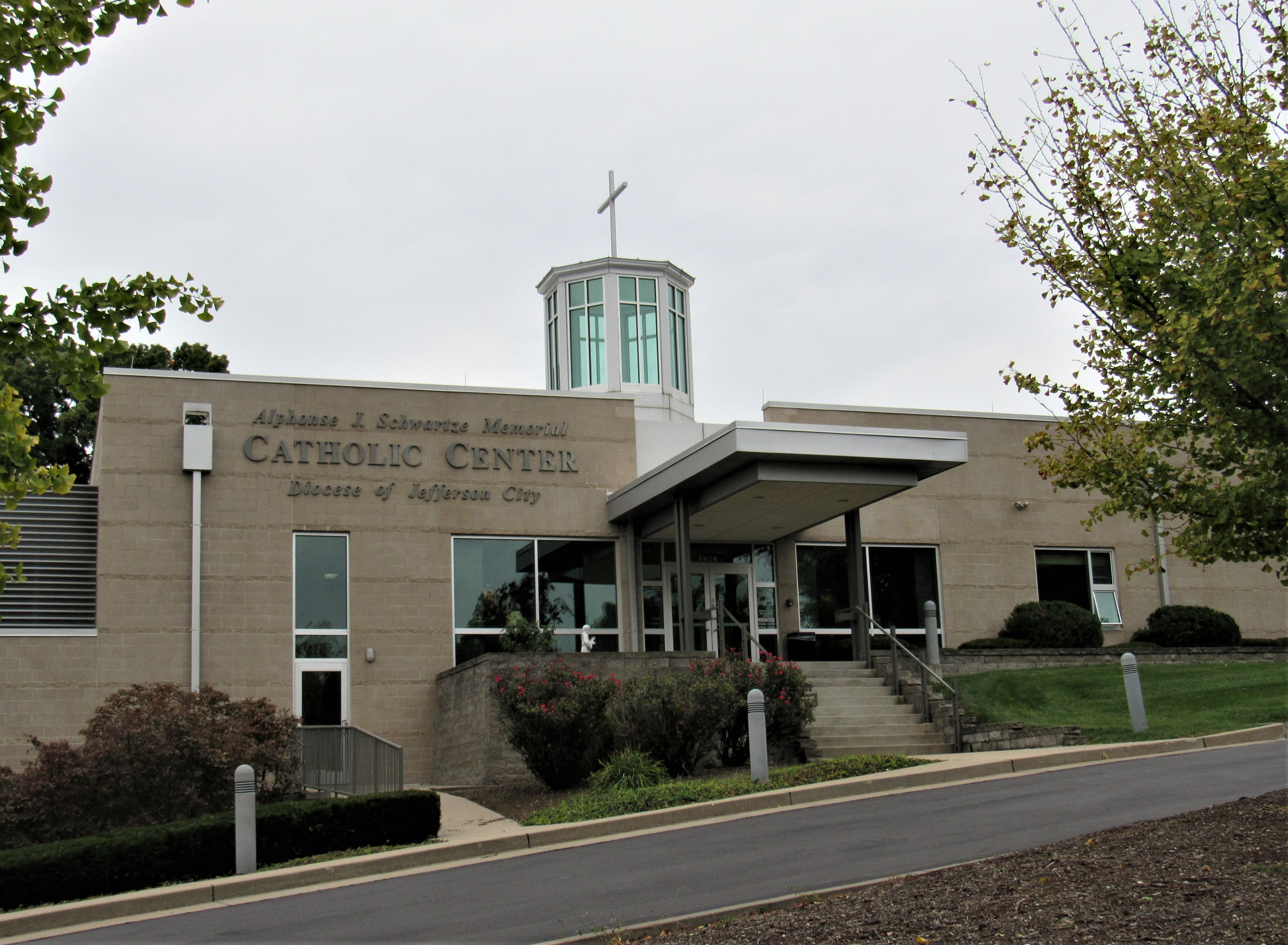
Alphonse J. Schwartze Memorial Pastoral Center
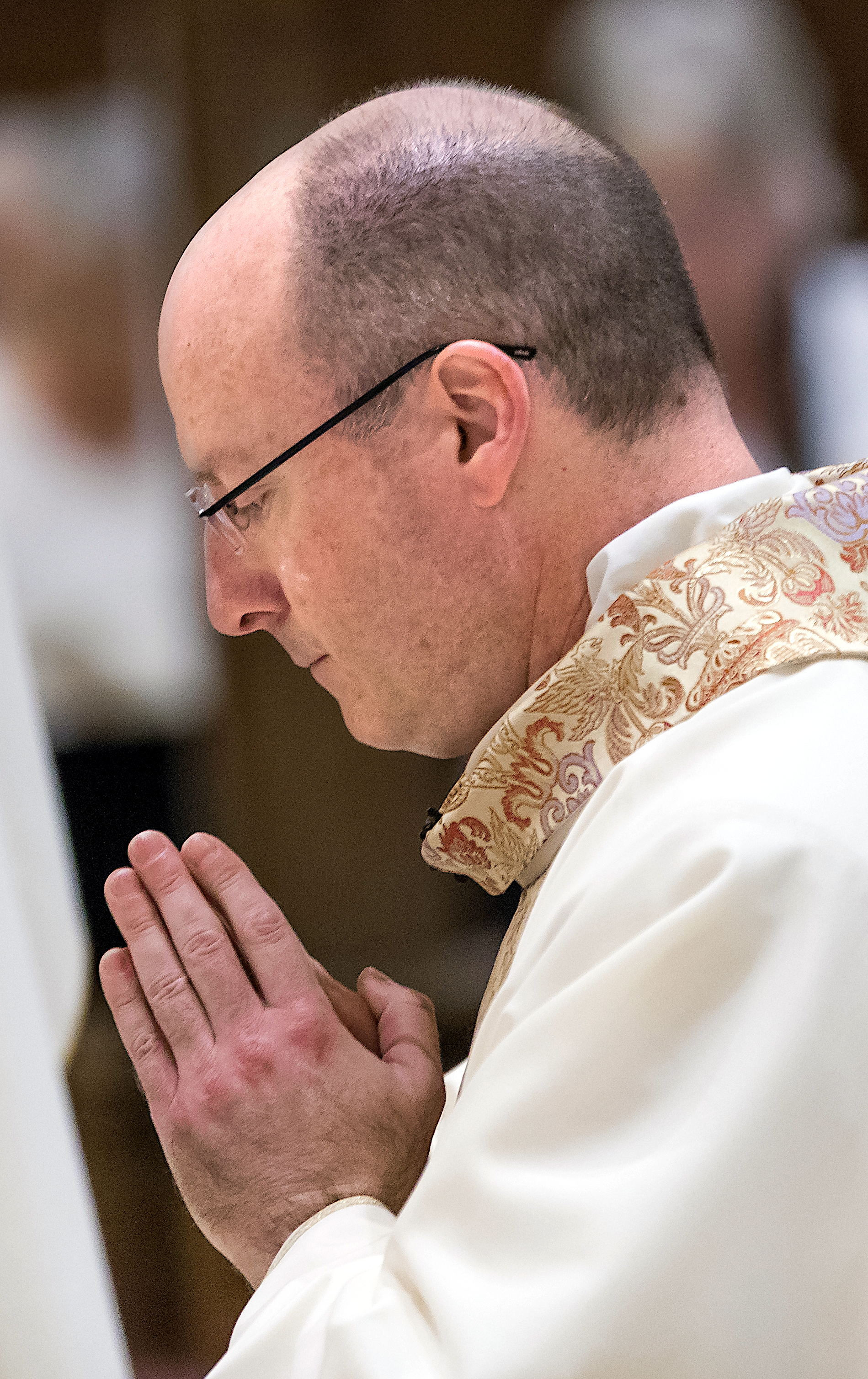
Bisschop William Shawn McKnight (2017-heden)

Saint Louis (aartsbisdom) · Jefferson City · Kansas City-Saint Joseph · Springfield-Cape Girardeau
Voormalig: Saint Joseph